# Mika Mármol
Mika Mármol, né le 1er juillet 2001 à Terrassa en Espagne, est un footballeur espagnol qui évolue au poste de défenseur central à l'UD Las Palmas.

## Biographie

### En club
Né à Terrassa en Espagne, Mika Mármol est formé par le FC Barcelone. Il joue ensuite pour le Jàbac Terrassa, le CF Damm (en), de nouveau le Jàbac Terrassa avant de faire son retour au FC Barcelone en 2018, où il termine sa formation.
Mármol joue son premier match en équipe première le 15 mai 2022, à l'occasion d'une rencontre de Liga face au Getafe CF. Il entre en jeu et les deux équipes se neutralisent (0-0),.
Le 30 août 2022, Mika Mármol s'engage en faveur du FC Andorra. Il signe un contrat de deux ans et arrive sans frais de transferts mais le FC Barcelone garde 50 % des droits du joueur et un droit de rachat.
Mármol joue son premier match pour le FC Andorra le 4 septembre 2022, lors de la quatrième journée de la saison 2022-2023 de Liga, face au Grenade CF. Il est titularisé et son équipe s'impose par un but à zéro. Il s'impose directement comme un titulaire et l'un des meilleurs joueurs de l'équipe, se faisant notamment remarquer par sa qualité de passes.
Le 11 août 2023, Mika Mármol rejoint l'UD Las Palmas. Il signe un contrat de trois ans, soit jusqu'en juin 2026,.
Il joue son premier match sous ses nouvelles couleurs le 18 août 2023 face au Valence CF. Il est titularisé lors de cette rencontre perdue par son équipe (1-0 score final).

### En sélection
Mika Mármol représente l'équipe d'Espagne des moins de 19 ans avec un total de deux matchs joués en 2019.